# Phytotaxa

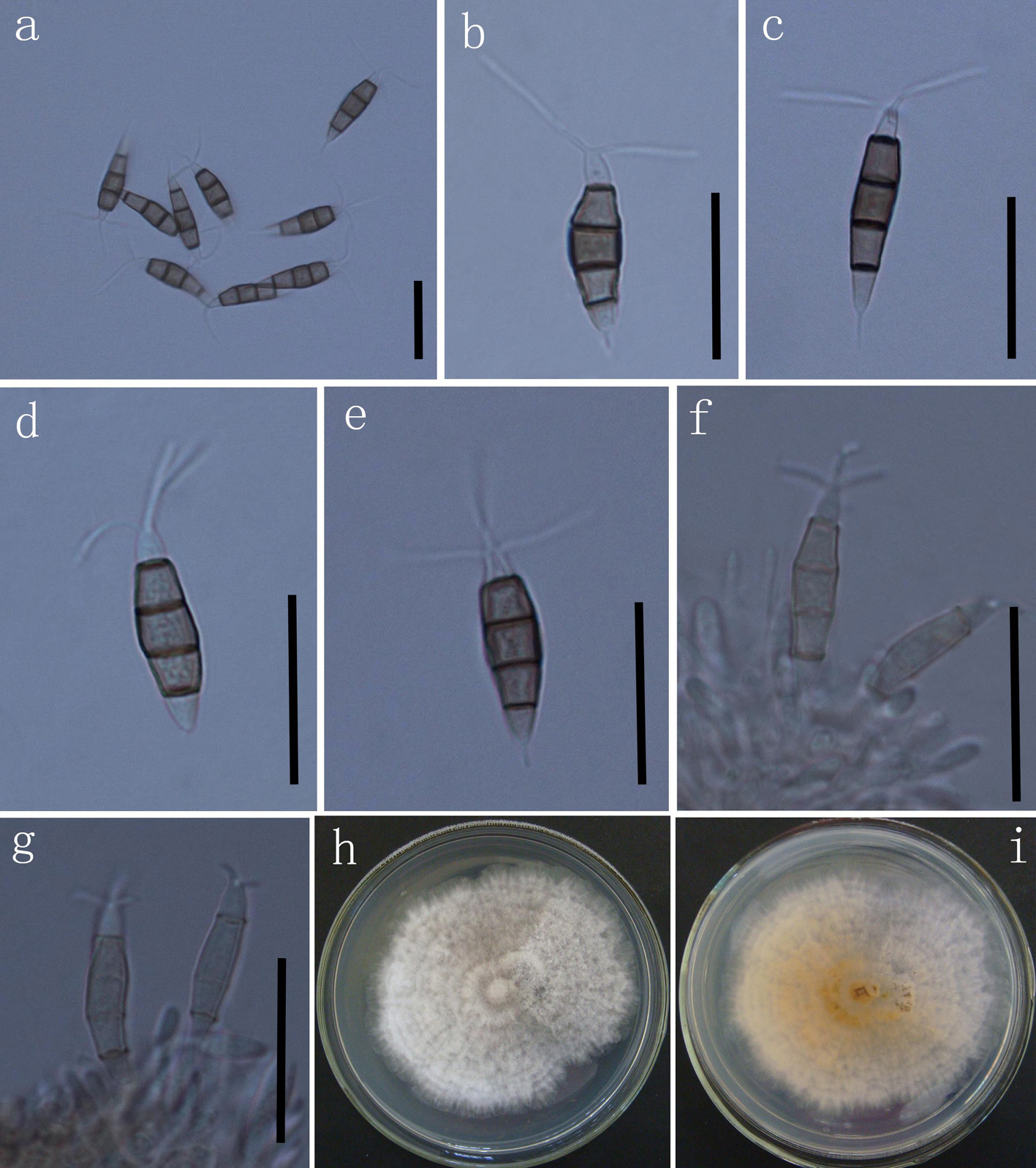
Jedna z ilustracji czasopisma Phytotaxa

Phytotaxa – recenzowane czasopismo naukowe przeznaczone do szybkich publikacji na temat dowolnego aspektu botaniki systematycznej. Publikuje na szeroki zakres tematów, ale koncentruje się na nowych gatunkach, monografiach, florach, rewizjach, recenzjach i zagadnieniach typizacji. W czasopiśmie Phytotaxa publikowane są artykuły o wszystkich grupach organizmów objętych Międzynarodowym Kodeksem Nomenklatury Botanicznej: okrzemki, grzyby, glony, porosty, mchy, wątrobowce i rośliny naczyniowe, zarówno obecnie żyjące, jak i kopalne
Czasopismo zostało założone w 2009 roku przez Maartena Christenhusza, a pierwszy numer ukazał się w październiku 2009 roku. Autorzy mają możliwość publikacji w otwartym dostępie (open access).
Czasopismo jest indeksowane przez Science Citation Index Expanded, Current Contents/Agriculture, Biology & Environmental Sciences i BIOSIS Previews. Jest dostępne w internecie.